# Rooglaid (Kunnati laht)
Rooglaid ist eine unbewohnte Insel, 70 Meter von der größten estnischen Insel Saaremaa entfernt. Die Insel liegt in der Landgemeinde Saaremaa im Kreis Saare. Sie liegt in der Bucht Kõiguste laht im Kahtla-Kübassaare hoiuala.
Rooglaid ist 170 Meter lang und 80 Meter breit.